# Kombinacja norweska na Zimowej Uniwersjadzie 2015
Kombinacja norweska na Zimowej Uniwersjadzie 2015 rozgrywana była w dniach 25–31 stycznia 2015. Zawodnicy rywalizowali w trzech męskich konkurencjach – dwóch indywidualnych i jednej drużynowej.

## Terminarz
| Data        | Konkurencja                       | Godzina     |
| ----------- | --------------------------------- | ----------- |
| 26 stycznia | Skocznia normalna/bieg na 10 km   | 10:00 UTC+1 |
| 29 stycznia | Bieg na 10 km/skocznia normalna   | 9:00 UTC+1  |
| 31 stycznia | Skocznia normalna/sztafeta 3×5 km | 10:40 UTC+1 |

## Zestawienie medalistów
| Konkurencja                     | Złoto                                              | Wynik   | Srebro                                                  | Wynik   | Brąz                                                  | Wynik   |
| Skocznia normalna/bieg na 10 km | Adam Cieślar                                       | 26:18,3 | David Welde                                             | 26:18,3 | Szczepan Kupczak                                      | 26:55,8 |
| Bieg na 10 km/skocznia normalna | Adam Cieślar                                       | 216,9   | David Welde                                             | 210,3   | Mateusz Wantulok                                      | 208,4   |
| Konkurs drużynowy               | Niemcy Johannes Wasel · Tobias Simon · David Welde | 42:33,2 | Japonia Gō Yamamoto · Aguri Shimizu · Takehiro Watanabe | 42:43,3 | Rosja Samir Mastiew · Nijaz Nabiejew · Erniest Jachin | 43:01,0 |

## Klasyfikacja medalowa
| Miejsce | Państwo | złoto | srebro | brąz | Razem |
| ------- | ------- | ----- | ------ | ---- | ----- |
| 1.      | Polska  | 2     | 0      | 2    | 4     |
| 2.      | Niemcy  | 1     | 2      | 0    | 3     |
| 3.      | Japonia | 0     | 1      | 0    | 1     |
| 4.      | Rosja   | 0     | 0      | 1    | 1     |

## Wyniki

### Skoki na skoczni normalnej/bieg na 10 km
| Miejsce | Zawodnik         | Reprezentacja | Skok (pkt) | Czas biegu | Strata  |
| ------- | ---------------- | ------------- | ---------- | ---------- | ------- |
| złoto   | Adam Cieślar     | Polska        | 122,0      | 26:18,3    |         |
| srebro  | David Welde      | Niemcy        | 107,5      | 26:18,3    | +0,0    |
| brąz    | Szczepan Kupczak | Polska        | 119,5      | 26:55,8    | +37,5   |
| 4.      | Wiktor Pasicznyk | Ukraina       | 117,9      | 27:00,4    | +42,1   |
| 5.      | Mateusz Wantulok | Polska        | 127,1      | 27:17,0    | +58,7   |
| 6.      | Mikke Leinonen   | Finlandia     | 110,4      | 27:19,9    | +1.01,6 |
| 7.      | Gō Yamamoto      | Japonia       | 116,9      | 27:22,1    | +1.03,8 |
| 8.      | Samir Mastiew    | Rosja         | 99,8       | 27:39,4    | +1.21,1 |
| 9.      | Tobias Simon     | Niemcy        | 130,0      | 27:46,9    | +1.28,6 |
| 10.     | Johannes Wasel   | Niemcy        | 105,8      | 28:03,2    | +1.44,9 |

### Bieg na 10 km ze startu wspólnego/skoki na skoczni normalnej
| Miejsce | Zawodnik          | Reprezentacja | Czas biegu | Punkty za bieg | Skok 1 (m) | Skok 2 (m) | Punkty łącznie |
| ------- | ----------------- | ------------- | ---------- | -------------- | ---------- | ---------- | -------------- |
| złoto   | Adam Cieślar      | Polska        | 27:59,9    | 110,2          | 89,5       | 88,5       | 216,9          |
| srebro  | David Welde       | Niemcy        | 27:20,6    | 120,0          | 77,0       | 87,0       | 210,3          |
| brąz    | Mateusz Wantulok  | Polska        | 29:37,4    | 85,7           | 91,0       | 94,0       | 208,4          |
| 4.      | Gō Yamamoto       | Japonia       | 28:31,2    | 102,2          | 86,0       | 90,0       | 207,1          |
| 5.      | Takehiro Watanabe | Japonia       | 28:25,0    | 104,0          | 87,0       | 89,0       | 206,7          |
| 6.      | Erniest Jachin    | Rosja         | 28:57,0    | 96,0           | 87,5       | 84,0       | 198,8          |
| 7.      | Mikke Leinonen    | Finlandia     | 28:32,6    | 102,0          | 82,0       | 87,0       | 196,0          |
| 8.      | Paweł Słowiok     | Polska        | 28:29,0    | 103,0          | 84,0       | 83,5       | 191,0          |
| 9.      | Wiktor Pasicznyk  | Ukraina       | 28:49,2    | 97,7           | 79,5       | 85,0       | 190,8          |
| 10.     | Aguri Shimizu     | Japonia       | 29:04,5    | 94,0           | 83,0       | 85,5       | 188,8          |

### Skoki na skoczni normalnej/sztafeta 3x5 km
| Miejsce | Reprezentacja    | Zawodnicy                                              | Nota i miejsce po skokach | Czas biegu |
| ------- | ---------------- | ------------------------------------------------------ | ------------------------- | ---------- |
| złoto   | Niemcy           | Johannes, Wasel, Tobias Simon, David Welde             | 326,2 (3)                 | 0,0        |
| srebro  | Japonia          | Gō Yamamoto, Aguri Shimizu, Takehiro Watanabe          | 330,4 (2)                 | +10,1      |
| brąz    | Rosja            | Samir Mastijew, Nijaz Nabiejew, Erniest Jachin         | 303,3 (4)                 | +27,8      |
| 4.      | Polska           | Mateusz Wantulok, Szczepan Kupczak, Adam Cieślar       | 337,0 (1)                 | +1:14,3    |
| 5.      | Ukraina          | Ołeh Wiliwczuk, Wiktor Pasicznyk, Rusłan Bałanda       | 267,8 (6)                 | +3:55,2    |
| 6.      | Drużyna mieszana | Aleksiej Seregin, Wiaczesław Barkow, Wojciech Marusarz | 174,3 (7)                 | +4:13,1    |
|         | Czechy           | Petr Kutal, Martin Zeman, Vit Hacek                    | 296,5 (5)                 | DNF        |